# Botany Bay
Botany Bay (literalment «badia botànica») és una badia que es troba a Sydney, Austràlia, uns pocs quilòmetres al sud del districte de negocis de Sydney. Hi van a parar el riu Cooks i el riu Georges. Dues pistes de l'aeroport de Sydney s'estenen per aquesta badia.
El 29 d'abril de 1770, Botany Bay va ser el lloc on James Cook va desembarcar amb el HMS Endeavour al continent australià per primera vegada. Més tard els britànics hi decidiren establir la primera colònia (colònia penal).

## Història

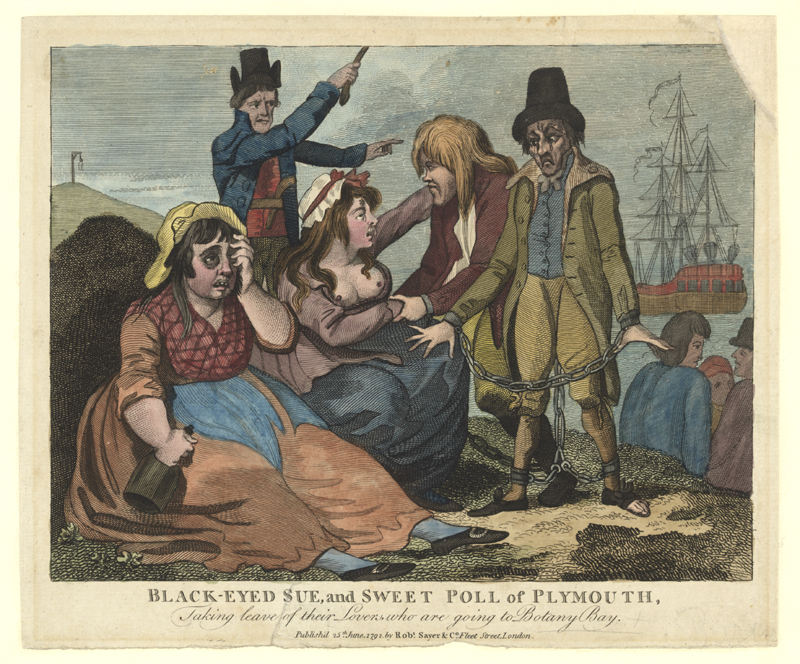
Black-eyed Sue i Sweet Poll de Plymouth, Anglaterra 1792

### Aborígens
Per les restes arqueològiques se sap que Botany Bay ja estava habitada pels aborígens fa uns 5.000 anys. Les ètnies que l'habitaven a l'arribada dels europeus eren els Eora els Bidgigal i els Gweagal. A la costa nord es trobaven els Kameygal.

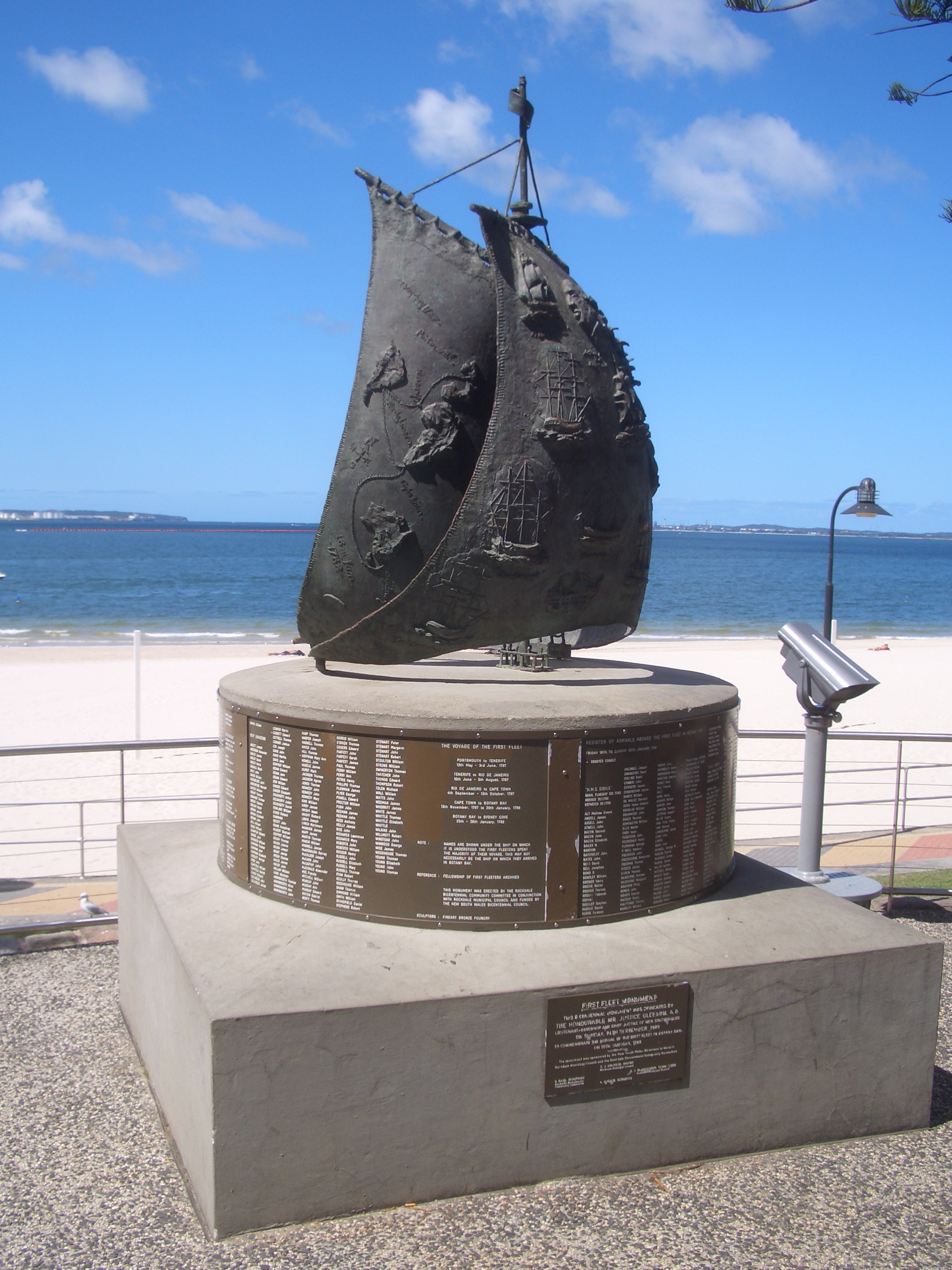
Monument del Bicentenari a Brighton-Le-Sands

### Europeus
El primer desembarcament del capità James Cook, de 1770, marcà l'interès britànic per Austràlia i la seva final colonització. Inicialment Cook li va donar el nom de Sting Ray Harbour per la gran quantitat d'una mena de peix (rajades) que hi va trobar. Però més tard canvià el nom a "Botany Bay" per la gran quantitat de plantes que Joseph Banks i Daniel Solander van trobar en aquest lloc. Al principi també es va usar el nom de Botanist Bay.
El governador Arthur Phillip hi arribà el 18 de gener de 1778 comandant la Primera Flota (First Fleet) on es va fundar una colònia penal. Com que va trobar que els sols compostos per les sorres de la badia eren poc fèrtils es va traslladar cap al port natural de Port Jackson que és més al nord .i d'allà a la zona de Sydney Cove.
L'expedició de Lapérouse hi va passar el 1788 
A una part de la badia, en els promontoris, hi ha el Parc Nacional de Botany Bay (Botany Bay National Park).